# ハイイロタチヨタカ
ハイイロタチヨタカ（学名:Nyctibius griseus）は、ヨタカ目タチヨタカ科の鳥。

## 分布
中央アメリカから南アメリカにかけて分布する。

## 形態
全長38cm。

## 生態
熱帯雨林に生息する。夜行性で、日中は枯れ木に止まって休息する。
飛翔しながら昆虫を捕食する。